# Tibouchina solmsii
Tibouchina solmsii är en tvåhjärtbladig växtart som beskrevs av Célestin Alfred Cogniaux. Tibouchina solmsii ingår i släktet Tibouchina och familjen Melastomataceae. Inga underarter finns listade i Catalogue of Life.